# یولیا گاوریلوو
یولیا گاوریلوو (روسی: Юлия Петровна Гаврилова؛ زادهٔ ۲۰ ژوئیهٔ ۱۹۸۹) شمشیرباز زن اهل روسیه است.
وی همچنین برندهٔ جوایزی همچون نشان دوستی شده‌است.